# Aglaia amplexicaulis
Aglaia amplexicaulis là một loài thực vật thuộc họ Meliaceae. Đây là loài đặc hữu của Fiji.